# Ancylotrypa elongata
Ancylotrypa elongata är en spindelart som beskrevs av William Frederick Purcell 1908. Ancylotrypa elongata ingår i släktet Ancylotrypa och familjen Cyrtaucheniidae.
Artens utbredningsområde är Namibia. Inga underarter finns listade i Catalogue of Life.